# Dinitơ pentoxide
Dinitơ pentoxide là một oxide có công thức hóa học N2O5, không bền và là một chất nổ. Dinitơ pentoxide không tạo được từ phản ứng giữa nitơ và oxy.

## Tổng hợp và tính chất vật lý
N2O5 được báo cáo lần đầu bởi Deville năm 1840, người đã điều chế nó bằng cách xử lý AgNO3 với Cl2:
2AgNO3 + Cl2 → 2N2O5 + O2↑ + 2AgCl↓
Một phương pháp tổng hợp phòng thí nghiệm đưa đến việc khử nước acid nitric (HNO3) với diphosphor pentoxide (N2O5):
P4O10 + 12HNO3 → 4H3PO4  +  6N2O5
Trong quá trình đảo nghịch, N2O5 phản ứng với nước (thủy phân) để tạo ra acid nitric. Do đó dinitơ pentoxide là anhydride của acid nitric:
N2O5 + H2O → 2HNO3
N2O5 tồn tại dưới dạng tinh thể không màu thăng hoa một chút ở nhiệt độ trên nhiệt độ phòng. N2O5 cuối cùng phân hủy tại nhiệt độ phòng thành NO2 và O2:
2N2O5 → 4NO2↑ + O2↑

## Tính chất hóa học
N2O5 là oxide acid, cho nên N2O5 tác dụng với oxide base, base tạo thành muối và nước:
N2O5 + 2LiOH → 2LiNO3 + H2O
N2O5 + Li2O → 2LiNO3
Ngoài ra, N2O5 còn đẩy được gốc anion của acid yếu ra khỏi muối của nó và tạo thành muối nitrat và oxide acid tương ứng:
CaCO3 + N2O5 → 2Ca(NO3)2 + CO2↑

## Nguy hiểm
N2O5 rất độc, khi khi rơi vào da sẽ làm da bị bỏng nặng. N2O5 khi tác dụng với nước, kim loại có thể gây nổ. Nhiều hợp chất hữu cơ hoặc hợp chất vô cơ bị bốc cháy hoặc phá hủy khi tiếp xúc với N2O5 trong không khí ẩm hoặc trong không khí khô, tuy nhiên tốc độ phá hủy hoặc bốc cháy các hợp chất hữu cơ hoặc hợp chất vô cơ khi tiếp xúc với N2O5 trong không khí khô chậm hơn nhiều so với tốc độ phá hủy hoặc bốc cháy các hợp chất hữu cơ hoặc hợp chất vô cơ khi tiếp xúc với N2O5 trong không khí ẩm.